# Buckner Thruston

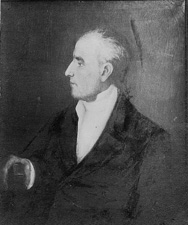
Buckner Thruston

Buckner Thruston (* 9. Februar 1763 in Petsoe Parish, Gloucester County, Colony of Virginia; † 30. August 1845 in Washington D.C.) war ein US-amerikanischer Politiker der Demokratisch-Republikanischen Partei, der den Bundesstaat Kentucky im US-Senat vertrat.
Thruston machte seinen Abschluss am William and Mary College in Williamsburg. Er studierte die Rechte und zog nach Lexington, das zu diesem Zeitpunkt noch zu Virginia gehörte. Nach der Aufnahme in die Anwaltskammer praktizierte er dort als Jurist.
Auch seine politische Laufbahn begann 1789 mit der Mitgliedschaft im Repräsentantenhaus von Virginia. Nachdem Kentucky zu einem Bundesstaat erhoben worden war, erhielt Thruston eine Anstellung als Clerk im dortigen Staatssenat. Er gehörte auch einer Kommission zur Beilegung von Grenzstreitigkeiten zwischen Kentucky und Virginia an.
Im Jahr 1791 fungierte Buckner Thruston als Bundesrichter für den Gerichtsbezirk von Kentucky; von 1802 bis 1803 gehörte er dem Kreisgericht (Circuit court) an. Die Berufung zum Bundesrichter im Orleans-Territorium im Jahr 1804 wies er ab.
Im selben Jahr wurde Thruston für die Demokratisch-Republikanische Partei in den US-Senat gewählt. Diesem gehörte er vom 4. März 1805 bis zu seinem Rücktritt am 18. Dezember 1809 an. Er kehrte zur Justiz zurück und nahm eine Stelle als Richter am United States Circuit Court für den District of Columbia an, wo er bis zu seinem Tod im Jahr 1845 verblieb.